# Institut Industrial de Terrassa
L'Institut Industrial de Terrassa es fundà el 24 d'octubre de 1873 per a donar continuïtat al Gremi de Fabricants de Teixits de Llana i l'Associació de Fabricants de Terrassa, ciutat del Vallès Occidental. Entre els seus fundadors destaquen Ignasi Amat i Galí, Antoni Sala i Sallés i Narcís Argemí i Vendrell. A la ciutat de Terrassa ha estat un fet la presència constant de gremis i organitzacions amb la finalitat de propiciar el desenvolupament econòmic de la vila. Des dels inicis de la industrialització feien aquesta funció el Gremi de Fabricants de Teixits de Llana i l'Associació de Fabricants per a la Compra i Venda de Rebuigs de Llana. L'Institut Industrial de Terrassa defensà des dels seus orígens la indústria tèxtil, majoritària aquells anys a la ciutat.

## Història

### Dels orígens a la Primera Guerra Mundial (1873-1914)
L'Institut Industrial de Terrassa (IIT) fou la primera de les associacions econòmiques que es van crear a la ciutat, en el darrer terç del segle xix, amb la finalitat de potenciar el procés d'industrialització que s'estava produint a la ciutat.
L'IIT, que tindria la seva seu social al carrer de la Fontvella, naixia amb la voluntat d'introduir els descobriments tècnics que es produïssin en l'àmbit industrial, crear comissions per protegir-ne el desenvolupament i evitar el frau en el comerç de les deixalles de la llana i fixar-ne el preu tenint en compte el de les primeres matèries.
Durant els primers mesos es constituí una comissió directiva i, poc després, es creava la primera comissió auxiliar de l'Institut encarregada de formar jurat amb la classe obrera.
Aquests anys inicials de l'IIT van venir molt marcats per la desconfiança que comportaven algunes de les mesures econòmiques dels diferents governs de la Restauració i, en l'àmbit terrassenc, l'Institut es posicionà múltiples vegades a favor dels avenços tècnics que s'havien d'introduir a la ciutat i de la creació de tota xarxa institucional necessària per aconseguir que Terrassa fos una de les principals ciutats industrials de l'Estat. Entre les societats que l'IIT ha creat al llarg dels més de cent anys d'història, el 1876 naixia Defensa Comercial, directament dependent del mateix Institut i presidida per Antoni Sala i Sallés, aleshores el president de l'IIT. Aquesta societat havia de protegir els industrials de transaccions comercials fraudulentes i dels impagats. Aquest doble paper assumit per la patronal terrassenca –defensar interessos corporatius i salvaguardar els de la localitat- fou molt similar a l'adoptat pel Gremi de Fabricants de Sabadell.

#### La trajectòria corporativa de l'IIT. La lluita pel proteccionisme econòmic
Les diferents juntes de l'IIT es van caracteritzar per una defensa dels interessos dels fabricants llaners. Els aranzels, tractats comercials i disposicions transitòries eren motiu de preocupació per als industrials terrassencs.
L'Institut, en la seva lluita contra el lliurecanvisme, treballà conjuntament amb la Cambra de Comerç de Terrassa, el Gremi de Fabricants de Sabadell i el Foment del Treball Nacional.

#### Les mesures a favor del desenvolupament de la ciutat
Fins a l'inici de la Primera Guerra Mundial, la principal preocupació dels homes de l'IIT va ser dotar Terrassa d'una sèrie de serveis que la convertissin en una ciutat moderna. Des de la posició privilegiada, la junta de l'Institut treballà per obrir una fonda on es poguessin allotjar els viatjants que visitaven els empresaris terrassencs; s'introduïren les novetats tècniques del moment, com la xarxa telefònica; l'impost sobre la maquinària que pagaven els industrials a l'Ajuntament es va destinar a pavimentar amb llambordes els carrers de la ciutat. Coetàniament a aquestes accions puntuals, la ciutat començava a gaudir de l'enllumenat elèctric, del ferrocarril i de l'enderrocament dels darrers vestigis de les muralles, entre altres coses.
Des de l'Institut es va treballar per impulsar la participació de les indústries en les diferents exposicions locals i, sobretot, s'aprofità l'oportunitat que oferia la guerra de Cuba i Filipines per avituallar de mantes l'exèrcit.
En aquests anys es van viure les primeres reivindicacions obreres. L'inici de la celebració del Primer de Maig va ser la primera manifestació que van acceptar els empresaris sempre que no hi hagués cap tipus d'oposició si alguns obrers decidien anar treballar aquell dia. Els obrers terrassencs protagonitzarien algunes jornades reivindicatives i les primeres vagues, entre les quals van ser especialment destacades les del 1902 i 1910. Les protestes de la classe obrera eren la resposta a les dures condicions laborals malgrat que ja havien començat a aparèixer les reglamentacions laborals i la Llei d'Accidents de Treball.
I pel que fa al desenvolupament institucional de Terrassa, en major o menor mesura els homes de l'IIT intervenen en el darrer terç del XIX i primers anys del XX en la fundació de la Cambra de Comerç, el 1886; d'El Seguro Tarrasense, l'any 1900; de l'Escola Industrial, el 1901, i del Condicionament, el 1906. La petita vila industrial, mal dotada d'institucions modernes, s'havia convertit en una ciutat industrial moderna, amb una mica dinàmica més innovadora que Sabadell en la creació de noves institucions.

### De la Primera Guerra Mundial a la fi de la guerra civil (1914-1939)

#### L'expansió de les empreses terrassenques
La indústria terrassenca va viure anys d'esplendor durant la guerra del 14. Les fàbriques tèxtils van tenir uns clients excepcionals en el Govern i l'exèrcit francès. La Primera Guerra Mundial en crear aquest clima favorable per al desenvolupament econòmic de Terrassa, també provocà l'aparició d'un flux migratori, sobretot en el període 1916-1920. Durant els anys del conflicte bèl·lic (1914-1918) es va crear entre industrials una comissió de mantes.
Altres problemes que havia d'intentar resoldre l'IIT era la manca de carbó i la forta demanda energètica que provocava precisament la situació bèl·lica, que van contribuir a la substitució del vapor per electricitat com a força motriu.
Tota aquesta conjectura va ser especialment positiva per als patrons, que van veure augmentar la seva producció i els seus beneficis, mentre la classe treballadora, cada cop més nombrosa, va patir les conseqüències de la situació postbèl·lica. Acabada la guerra, els països bel·ligerants recuperaren la seva producció normal i la indústria local va experimentar una forta crisi, sobretot a partir de 1920-1921, amb un atur que l'any 1927 afectava més de la quarta dels treballadors de Terrassa.

#### L'esclat del moviment obrer
Les privacions a què es van veure sotmesos els treballadors, a causa de l'augment dels preus de primera necessitat i del manteniment dels salaris que percebien, fou una de les causes de la crisi social que es visqué a tot Catalunya. A Terrassa, es van produir tot un seguit de vagues en les quals els obrers demanaven solidaritat amb els companys aturats i organitzaven subscripcions per ajudar-los econòmicament; també sol·licitaven augment de sou, la supressió de les hores extraordinàries i que es respectés la llei de descans dominical. Entre 1906 i 1920 hi va haver 67 vagues i l'hostilitat entre obres i patrons va acabar provocant l'aparició d'atemptats. Malgrat això, en aquest lapse de temps es van aprovar diverses reformes com per exemple: augments de sous i la introducció de la setmana laboral de 48 hores. Posteriorment, també  es començaren a introduir l'assegurança per malaltia i l'adhesió de l'IIT a l'ajut que l'alcaldia començà a donar a gent gran i infants necessitats.
Durant la Dictadura de Primo de Rivera, el moviment obrer pràcticament desapareix. Si més no, es manté en la clandestinitat i despullat de la força que havia tingut només uns anys abans. Però molta feina estava feta, i quan tornà a reaparèixer ho feu amb força. Molts dels acusats o detinguts per accions violentes durant el pistolerisme apareixeran de nou durant la República i la guerra civil, com a principals responsables de fets d'extrema violència.
Poc després de la proclamació de la República esclatava una vaga al tèxtil que seguiren més de deu mil treballadors, i l'agost del mateix 1931, la vaga seguida pels obrers metal·lúrgics era un nou factor de preocupació per als empresaris. Es crearen noves assegurances per protegir els obrers, com la de maternitat i de la malaltia.
Amb l'esclat de la guerra civil, la tensió social i la política acumulada de tants anys desbordà el poder institucional i s'assistí a l'emergència d'un nou poder fragmentat entre les diferents organitzacions antifeixistes. La repressió, les confiscacions d'edificis, la mobilització cap al front de milícies populars i les col·lectivitzacions foren els fets més habituals les primeres setmanes de guerra. Amb la classe empresarial fugida, amagada o patint represàlies, el control organitzatiu de les empreses va recaure en mans obreres; però a cada empresa aquest control va ser diferent: a les fàbriques grans, amb la dinàmica sindical ja consolidada, els líders sindicals vam procurar obtenir el control financer i operatiu de l'empresa, i a les alteres el canvi arribà per pressions externes. Fer funcionar les empreses no era senzill i al llarg de 1937 es produí el retorn dels tècnics per dur a terme funcions directives.
L'IIT va viure un període comprés entre juliol de 1936 i gener de 1939 com un parèntesi que, en els primers mesos, va comportar l'assassinat d'un nombre important del seus socis i que la seva seu social fos destinada al Comitè d'Indústria, més tard convertit en Conselleria d'Economia.

### De la represa de 1939 al Pla d'estabilització de 1959 (1939-1959)

#### La reorganització de l'IIT en època de restriccions econòmiques i paternalisme social
Redreçar la producció industrial després de la guerra civil i de les col·lectivitzacions no fou difícil perquè la infraestructura industrial no havia estat destruïda i només va caldre mantenir els sous immobilitzats i perdre actius per substituir. L'Institut també reinicià les seves activitats ben aviat: el 22 de febrer de 1939 la comandància militar de Terrassa autoritzava l'IIT perquè comencés a funcionar provisionalment. Quedaven suspeses les atribucions que tenia per actuar com a àrbitre en conflictes laborals.
Els primers anys del franquisme foren contradictoris per l'entitat patronal, ja que els directius de l'Institut van haver de fer mans i mànigues per no diluir el seu patrimoni i la seva funció dins la Central Nacional Sindicalista.

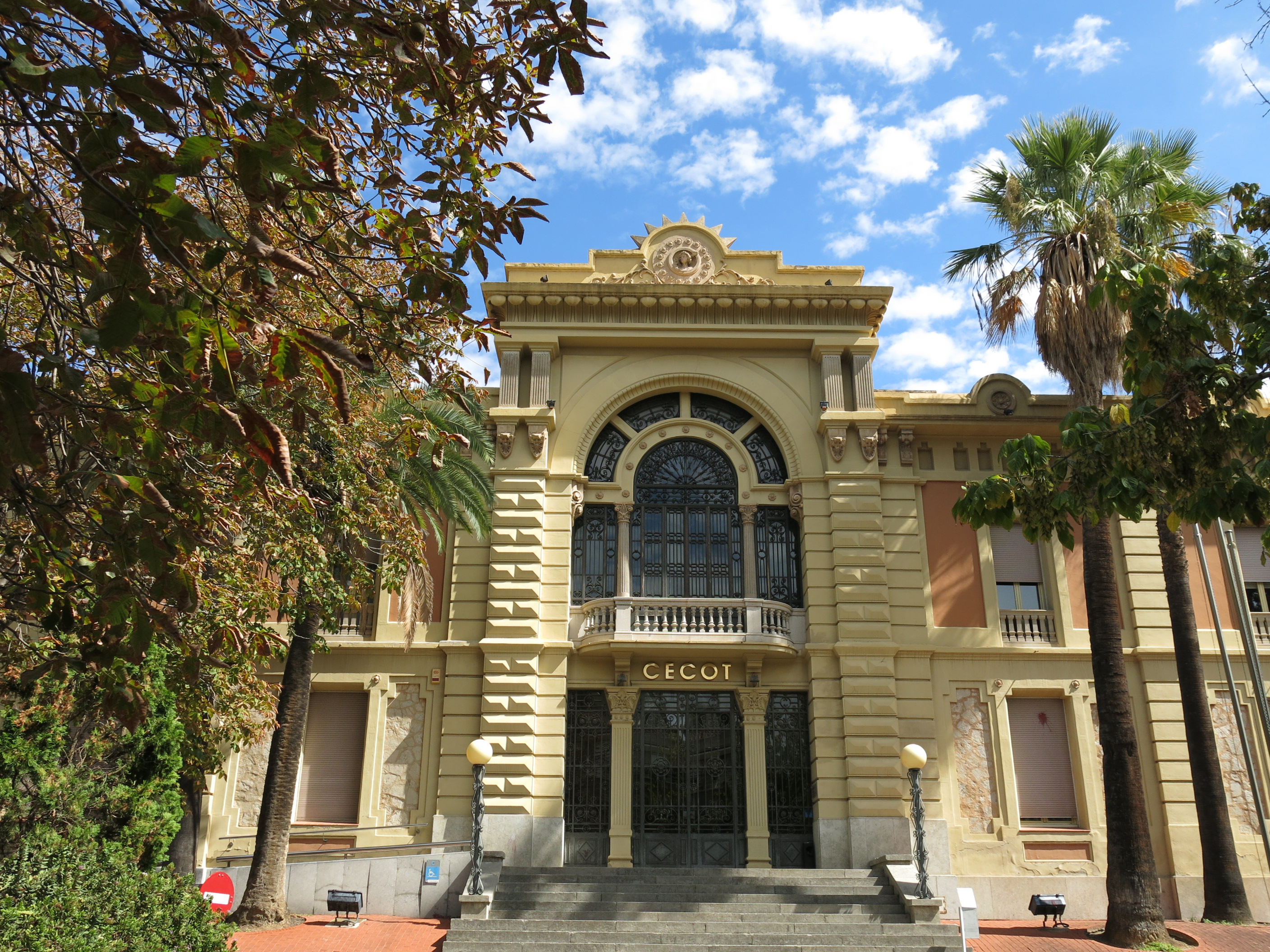
Antic magatzem Freixa, seu de l'Institut Industrial des del 1952 fins a l'actualitat, integrat dins la CECOT

La societat filial Immobiliaria Tarrasense havia de permetre salvaguardar tot el patrimoni que l'IIT posseïa. Immobilaria Tarrasense adquiria el magatzem Freixa i el va cedir al Frente de Juventudes, per mitjà d'una campanya de propaganda política per ambdues parts. Cinc anys després, l'Institut reclamava la permuta i els falangistes es van haver de traslladar. El dia 3 de juliol de 1952 l'IIT s'instal·lava a la seva actual seu social del carrer de Sant Pau.

### Dels anys seixanta a la creació de la CECOT al 1978

#### Nous reptes per a l'Institut Industrial
Un cop superada la política intervencionista gràcies a la Llei d'Estabilització de 1959, la liberalització econòmica va esdevenir una realitat. A la dècada dels seixanta, l'Institut passà a tenir un paper cada cop més important en la formació de la gestió empresarial. La modernització econòmica d'Espanya, les primeres expectatives del Mercat Comú, la culminació de les onades migratòries, la creixent diversificació tècnica i econòmica i la consolidació de Terrassa com un focus de referència antifranquista van ser factors que contribuïren a una reorganització de l'IIT propiciada per noves generacions d'empresaris.
L'aigua de 1962 palesà el creixement anàrquic que havia tingut lloc a Terrassa però no serví per plantejar el model de creixement per la rigidesa política i administrativa del règim i a causa, també, de la rapidesa amb què arribaren els ajuts, fet que contribuí a apagar les possibles protestes. La indústria tèxtil se’n veié llargament afavorida. L'obtenció de crèdits i la posada en marxa, l'any següent, del primer Pla de reestructuració llanera posaren les condicions per modernitzar la maquinària, encara que alteraren ben poc l'estructura del sector.
Els cicles de gran creixement, afavorits pels vents inicials de la liberalització i l'augment de la capacitat adquisitiva al mercat interior, aviat s'esgotaren per a unes empreses que, estructuralment, estaven molt poc preparades per a l'alteració dels mercats internacionals del tèxtil que es produí als anys setanta. I el tancament de les indústries va coincidir, a més, amb la transició política. L'Institut Industrial semblava, en aquell context de crisi profunda, una institució lligada al passat. L'atur creixia escandalosament i el futur econòmic de la ciutat era absolutament incert. L'Institut Industrial de la segona meitat dels anys setanta i començament dels anys vuitanta havia d'evitar el temporal polític i econòmic com podia. L'entitat havia d'assessorar amb massa freqüència empresaris que es volien acollir al Pla de reestructuració de la indústria tèxtil llanera i la societat terrassenca tampoc no estava per assumir-ho.
Els darrers anys de règim franquista es feren evidents els problemes que provocava la manca d'habitatges i, des de l'Institut, es continuà col·laborant amb l'Ajuntament sobretot en matèria d'habitatge assequible i en ensenyament.
També es col·laborà, econòmicament, en la creació de guarderies i escoles d'ensenyament primari així com en el desenvolupament de l'Escola Tècnica Superior d'Enginyeria Industrial de Terrassa (ETSEIT). El 1977 s'aprovaven uns nous estatus d'acord amb la normativa sindical establerta aquell mateix any i que determinaven quins havien de ser els principis fonamentals de l'Institut i les activitats i serveis que havien de prestar. L'IIT de la Confederación Empresarial Barcelonesa. Poc després es creava la Confederació Empresarial de la Comarca de Terrassa (CECOT), que sorgia de la fusió de l'Institut Industrial de Terrassa i la Unió Comercial de Terrassa. La creació de CECOT no ha significat una desaparició de l'IIT, ja que aquesta entitat continua treballant per a la indústria tèxtil i ha conservat la seva pròpia junta directiva presidida pel president de CECOT.

## Cronologia[10][11]

### L'impuls de l'Institut Industrial a la ciutat de Terrassa
- 1873 – Es funda l'Institut Industrial de Terrassa,[1] fruit de la fusió del Gremi de Fabricants de Teixits de Llana i de l'Associació de Fabricants per a la Compra i Venda de Rebuigs de Llana, entitats prestigioses, l'antiguitat de la primera es remunta a l'època gremial dels segles xiii i xiv.
- De l'Institut Industrial han sorgit posteriorment institucions terrassenques importants.
- 1877 – Creació de la Caixa d'Estalvis de Terrassa.[12]
- 1879 - Crisi de la indústria llanera a causa de la pèrdua dels mercats colonials.
- 1881 – Fundació del Banc de Terrassa.[13]
- 1883 – La junta directiva de l'Institut Industrial sol·licita a l'Ajuntament la instal·lació del telèfon.
- 1886 – Creació de l'Escola d'Arts i Oficis.[14]
- 1886 – Constitució de la Cambra Oficial de Comerç i Indústria de Terrassa.[15]
- 1900 – Constitució de la Mútua de Terrassa.[16]
- 1901 – Fundació de l'Asil Busquets.[17] L'Institut sufraga la construcció d'un pavelló destinat a allotjar a nens i nenes orfes de la guerra que tenien familiars que se'n fessin càrrec.
- 1902 – Edificació de l'Escola Industrial.[18]
- 1904 – Decret de creació de l'ensenyament de l'enginyeria tèxtil. Inauguració de l'Escola Industrial.
- 1909 – Arribada de l'electricitat a la indústria.
- 1906 – Inicia les seves activitat el Condicionament Terrassenc.
- 1921 – Creació de la Cambra de la Propietat Urbana de Terrassa.[19]
- 1940 – Forta empenta de la indústria tèxtil.
- 1942 – Inauguració del convent escola dels P.P. Carmelitans.
- 1943 – Portada d'aigües del Llobregat. De l'Institut Industrial va néixer la iniciativa per resoldre el problema de portar l'aigua a la ciutat.
- 1946 – Creació amb Josep Biosca i Torres del Museu Tèxtil Biosca.[20]
- 1948 – Escola Tècnica Superior d'Enginyers Industrials.
- 1952 – L'Institut Industrial es trasllada a l'edifici del c. Sant Pau, Magatzem Freixa,[21] número 6 de Terrassa.
- 1957 – Establiment del Col·legi P.P. Salesians.
- 1962 – Terrassa pateix les catastròfiques inundacions.[22] En el procés de recuperació, el sector industrial va emprendre plans de reestructuració i modernització, que apuntaven també cap a la reducció d'unitats fabrils i als beneficis derivats de fusions, agrupacions o unions parcials.
- 1964 – Creació de la Secció d'Estudis Tècnics, Econòmico-Socials i de Productivitat.
- 1978 –L'Institut Industrial Tèxtil i la Unió Comercial i Industrial es fusionen donant com a resultat una organització empresarial multisectorial sota la denominació de Cecot que actualment representa els interessos de prop de 60.000 empreses catalanes.

## Presidents[10]
- Gaietà Alegre i Trias (1873/1884)
- Ignasi Amat i Galí (1874/1879) Destaca per promoure l'ús del vapor destinat a l'acabat de tints en el sector tèxtil de Terrassa (Sala Muncunill).[23]
- Antoni Sala i Sallés (1875-76)
- Lluís Vancells i Ponach (1877)
- Fidel Poal i Jofresa (1882-83)
- Jacint Bosch i Curet (1885/1890)
- Francesc Rigol i Perich (1891)
- Josep Freixa i Argemí (1894)
- Josep Garcia i Humet (1896)
- Josep Escudé i Vicens (1897)
- Ramon Cortès i Prat (1898-1900)
- Benet Badrinas i Poll (1901-02)
- Josep Garcia i Humet (1903-1908)
- Pau Amat i Boguñà (1909/1912)
- Josep Rigol i Casanovas (1913-15)
- Josep Humet i Cots (1917-18)
- Francesc Soler i Suana (1919-24)
- Josep Badrinas i Sala (1926)
- Miquel Cots i Roumens (1927)
- Pere Amat i Roumens (1928/1931)
- Josep Rigol i Casanovas (1932-33)
- Jaume Jover i Palà (1934)
- Lluís Amat i Roumens (1935)
- Pere Salom i Morera (1936)
- Josep Badrinas i Sala (1939/1948)
- Josep Garcia i Barragan (1949-54/1959-66)
- Josep Comerma i Pons (1967-72)
- Josep Pous i Ballbè (1973-75)
- Miquel Rambla i Castells (1976-78)